# Lasionycta staudingeri
Lasionycta staudingeri is een vlinder uit de familie uilen (Noctuidae). De wetenschappelijke naam is voor het eerst geldig gepubliceerd in 1891 door Aurivillius.
Als waardplant gebruikt de soort Empetrum nigrum.
De soort komt voor in Europa en Noord-Amerika.